# Aeronca 12 Chum

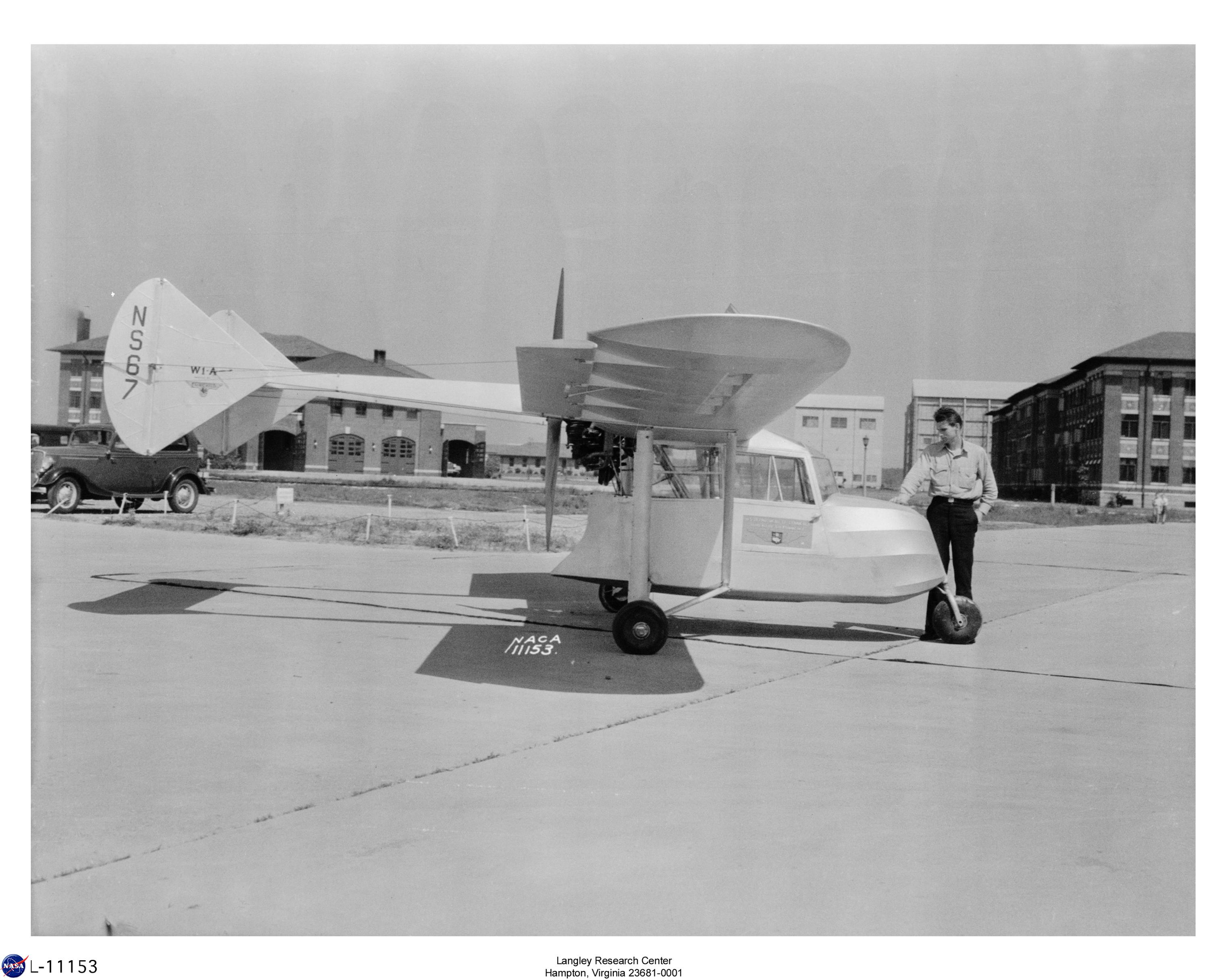
W-1 Фреда Уэйка

Aeronca 12 Chum — лёгкий двухместный самолёт общего назначения, планировавшийся к серийному выпуску компанией Aeronca Aircraft Inc в середине 40-х годов XX века по лицензии компании Engineering and Research Corporation (ERCO). За основу был принят выпускаемый ERCO с 1940 года самолёт ERCO Ercoupe415. В 1946 году было построено два тестовых образца. В серию самолёт не пошёл.

## История
Разработка самолёта велась с 1931 года группой сотрудников Национальной Консультативной Комиссии по Аэронавтике (NACA) — предшественника NASA — под руководством помощника директора отдела аэронавтики Фреда Уэйка. Самолёт создавался энтузаиастами в свободное от работы время. К 1934 году они разработали и построили самолёт, который получил название W-1. Особенностью этого высокоплана-парасоли был раздвоенный хвост и толкающая схема, когда винт располагался сзади. Наработки Уэйка использовались NACA при создании Stout Scycar, а также при создании самолёта Hammond Y.
В 1936 году Уэйк оставил NACA и возглавил команду разработчиков ERCO — компании, основанной в 1930 году Генри Берлинером. К началу 1937 года в ERCO был готов экспериментальный W-1A. Машина была во многом переработана — перед разработчиками ставилась задача получить недорогую, надежную, конкурентоспособную машину. Винт был перенесён вперёд, высокоплан превратился в низкоплан, однако хвост остался раздвоенным. В октябре 1937 года начались лётные испытания самолёта под названием ERCO-310. Однако вскоре самолёт снова поменял название на ERCOupe. Самолёт был одноместный.
Основными особенностями машины был полностью закрытый обтекателем мотор; стеклянный фонарь кабины, улучшающий видимость; высочайшая надёжность — машину практически не возможно было довести до сваливания или штопора; и три шасси, одно из которых (управляющее) было расположено в носу и препятствовало переворачиванию машины при неумелой посадке.
Ercoupe получил сертификат лётной годности в 1940 году. В том же году самолёт пошёл в серию. И сразу же ERCO впускает двухместную модификацию ERCO Ercoupe-415. До начала войны ERCO успела продать всего 112 таких машин, однако во время войны машины поставлялись в центры обучения по Программе обучения гражданских пилотов, а также для Гражданского аэронавигационного патруля, использовавшего их для обнаружения с воздуха немецких подводных лодок.
Самолёт прекрасно себя зарекомендовал своей простотой и неприхотливостью. В конце 1945 года, когда ERCO возобновила производство самолётов для продажи, на неё обрушился вал заказов. В течение 1946 года компания продала 4311 ERCOupe-415 по цене 2665 долларов.
Видя такой успех, в Aeronca решили приобрести лицензию на производство самолётов ERCOupe. В 1946 году Aeronca построила два опытных образца под названием Aeronca 12 Chum. Первый получил бортовой номер NX39637 и практически ничем не отличался от оригинального самолёта. Второй был результатом экспериментов, которые в Aeronca провели над ERCOupe. Он имел бортовой номер NX83772. У него был удлинённый одинарный хвост и другая конструкция шасси.
Однако к 1947 году Aeronca 7 Champion начал бить все рекорды по продажам, в Aeronca решили не размениваться и работы над проектом Chum были завершены. В серию самолёт не пошёл. Продажи оригинального ERCOupe также пошли на спад. Лицензия на его производство была продана ещё пяти различным авиастроительным компаниям. Самолёт в различных модификациях производился до 1970 года. Всего было произведено 5685 машин.

## Конструкция
Полностью металлический низкоплан с раздвоенным (NX39637) или удлинённым одинарным (NX83772) хвостом. Обшит алюминиевыми листами. Пилот и пассажир находятся в кабине рядом друг с другом. Кабина представляет собой возвышающийся над фюзеляжем кокпит.
Двигатель — поршневый Continental C-75, мощностью 75 л.с. Шасси неубираемые, с управляющим носовым колесом. Винт двухлопастной, шаг винта неизменяемый.

## Лётно-технические характеристики
Источник данных: Уголок неба

Технические характеристики
- Экипаж: 1 чел.
- Пассажировместимость: 1 чел.
- Длина: 6,32 м
- Размах крыла: 9,14 м
- Высота: 1,80 м
- Площадь крыла: 13,25 м²
- Масса пустого: 339 кг
- Максимальная взлётная масса: 572 кг
- Силовая установка: 1 × ПД Continental C-75
- Мощность двигателей: 1 × 75 кВт

Лётные характеристики
- Максимальная скорость: 177 км/ч
- Крейсерская скорость: 153 км/ч
- Практическая дальность: 482 км
- Практический потолок: 4000 м
- Скороподъёмность: 198 м/мин